# Contado di Chiavenna
Il Contado di Chiavenna fu una compagine territoriale di origine medievale che costituì poi per secoli una dipendenza dei Grigioni.

## Storia
La rilevante posizione strategica di Chiavenna aveva attratto per secoli l’attenzione degli imperatori germanici, che vi avevano installato a più riprese un loro conte di lingua tedesca. Quando il Ducato di Milano affermò la sua autorità sulla zona, il termine di contado rimase in uso, e dopo la conquista svizzera del 1512 divenne un territorio dipendente dai Grigioni, che tuttavia rispettarono le autonomie locali, pur sottomettendole al loro commissario.
Il contado si suddivideva in tre parti, la Giurisdizione di Chiavenna, la Giurisdizione di Piuro e il Comune di Val San Giacomo.
Il contado fu sciolto nel 1797 quando Napoleone forzò la sua annessione alla Repubblica Cisalpina. Fu brevemente restaurato a titolo provvisorio dagli austriaci invasori due anni dopo, per poi essere nuovamente e definitivamente soppresso da Bonaparte nel 1800.